# Championnats d'Afrique d'escalade 2020
Navigation
Édition suivante
Les Championnats d'Afrique d'escalade 2020 sont la première édition des Championnats d'Afrique d'escalade.  Ils se déroulent au Cap du 17 décembre 2020 au 20 décembre 2020. La compétition devait initialement se dérouler du 19 au 22 mars 2020 au Cap avant d'être reportée en raison de la pandémie de Covid-19,.
Les sportifs engagés devront concourir en bloc, en difficulté et en vitesse ; leurs scores dans les trois disciplines établiront leur classement combiné.
Le champion et la championne se qualifient pour les Jeux olympiques de Tokyo.

## Podiums
| Épreuves       | Or                       | Argent                  | Bronze              |
| -------------- | ------------------------ | ----------------------- | ------------------- |
| Combiné hommes | Christopher Cosser (RSA) | David Naudé (RSA)       | Calrin Curtis (RSA) |
| Combiné femmes | Erin Sterkenburg (RSA)   | Georgiana Dorward (RSA) | Tegwen Oates (RSA)  |